# 從士制度

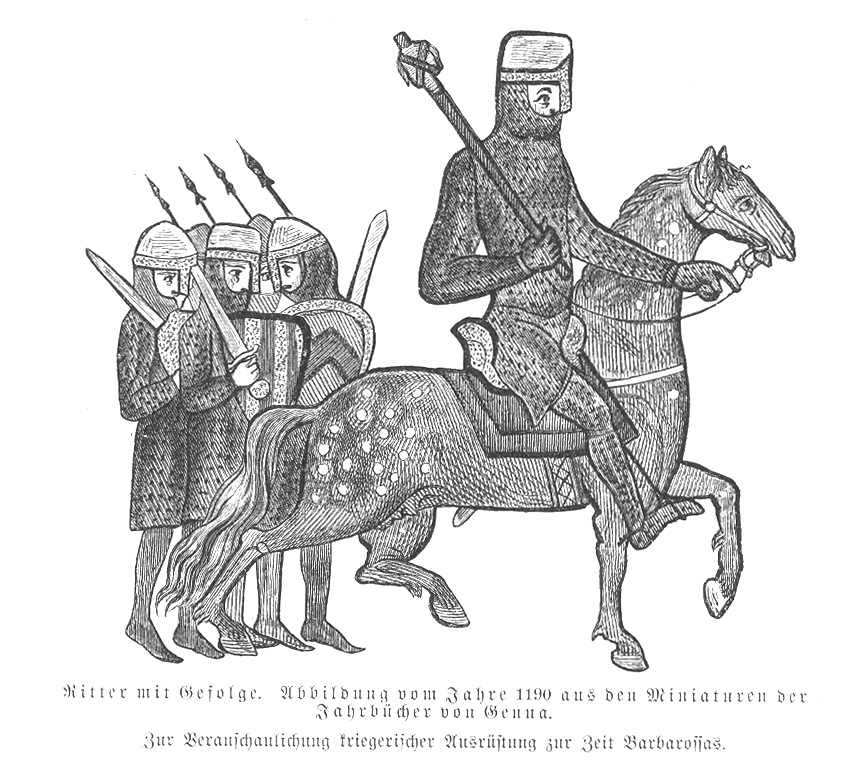
騎士和從士團

從士制度（德語：Gefolgschaft）是歷史學・社會學上指從士團組織的制度。從士團是主君統率的一群自由人男子形成的戰士共同體。
如同塔西佗在『日耳曼尼亞志』提到的comitatus，從士團的支配—服從關係並非來自被支配者的隸屬化，而是被支配者出於自由意志的誓約，被支配者不僅維持自由的身分，参加從士團也是一種榮譽。在古日耳曼，不屬於從士團的自由男子也有兵役義務，但從士團和這些半農的兵士不同，是在主君周圍的特殊組織，被認為是一種支配階層。

## 關連項目
- 封建制度
- 御家人
- 維京人